# Rotunda (Olt)
Rotunda è un comune della Romania di 2 911 abitanti, ubicato nel distretto di Olt, nella regione storica dell'Oltenia.